# 아카쓰카역 (이바라키현)
아카쓰카역(일본어: 赤塚駅, あかつかえき)은 일본 이바라키현 미토시에 있는 동일본 여객철도의 철도역이다. 특급 프레시 히타치 전 열차, 슈퍼 히타치 호 일부가 정차한다.

## 역 구조
단식 승강장 1면 1선, 섬식 승강장 1면 2선, 총 2면 3선을 가지고 있는 지상역이다.

### 승강장
| 1 | ■ 조반선  | 미토 · 히타치 · 다카하기 · 이와키 방면                             |
| 2 | ■ 조반선  | 미토 · 히타치 · 다카하기 · 이와키 방면                             |
| 2 | ■ 조반선  | 쓰치우라 · 마쓰도 · 우에노 · 도쿄 · 시나가와 방면 (우에노도쿄라인) |
| 3 | ■ 조반선  | 쓰치우라 · 마쓰도 · 우에노 · 도쿄 · 시나가와 방면 (우에노도쿄라인) |
| 3 | ■ 미토 선 | 가사마 · 시모다테 · 유키 · 오야마 방면                             |

## 역세권 정보
- 이바라키현청

## 역사
- 1894년 1월 4일 - 일본 철도의 역으로서 개업.
- 1906년 11월 1일 - 국유화에 따라 국유철도의 역이 되었다.
- 1987년 4월 1일 - 민영화에 따라 동일본 여객철도의 소속이 되었다.
- 2001년 11월 18일 - 스이카의 사용이 개시되었다.

## 인접역
| 동일본 여객철도        | 동일본 여객철도 | 동일본 여객철도    |
| ---------------------- | --------------- | ------------------ |
| 우치하라 시나가와 방면 | ■조반선         | 미토 다카하기 방면 |